# Alexander Langer

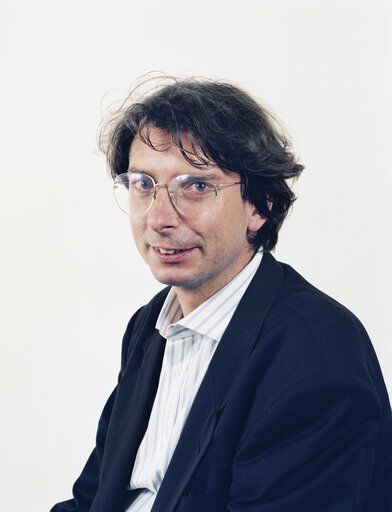
Alexander Langer

Alexander Langer (* 22. Februar 1946 in Sterzing; † 3. Juli 1995 in Florenz) war ein deutschsprachiger (in seinem Selbstverständnis „interethnischer“) Politiker aus Südtirol. Während seiner Studienzeit wirkte er als Integrationsfigur der italienischen 68er-Bewegung, ab den späten 1970er-Jahren als Friedens- und Umweltaktivist. In Südtirol war Langer 1978 der erste Landtagsabgeordnete der von ihm wesentlich geprägten alternativen Bewegung. In Italien zählte er ab den frühen 1980er-Jahren zu den maßgeblichen Wegbereitern der grünen Partei, die er von 1989 bis zu seinem Tod 1995 im Europaparlament vertrat.

## Leben

### Familie und Schulzeit
Alexander Langer wuchs als ältester von drei Söhnen des Wiener Arztes Artur Langer und der Sterzinger Apothekerin Elisabeth Kofler in bürgerlichen Verhältnissen auf; entsprechend besuchte er die Oberschule in Bozen am privaten Franziskanergymnasium, wo er 1964 als einer der besten Absolventen Italiens maturierte.

### Studium und Berufstätigkeit
1964 begann Langer ein Jura-Studium in Florenz, das er 1968 erfolgreich abschloss. In dieser Zeit begann sein politisches Engagement im Umfeld außerparlamentarischer Gruppierungen, wobei er sich speziell innerhalb der Bewegung Lotta Continua engagierte, für deren gleichnamige Zeitschrift er zeitweise als Chefredakteur verantwortlich zeichnete. Nach einem ergänzenden Studienabschluss an der Fakultät für Soziologie der Universität Trient im Jahr 1972 unterrichtete Langer abwechselnd an verschiedenen Oberschulen in Bozen und Meran sowie von 1975 bis 1978 an einem Lyzeum in Rom.

### Politisches Engagement
Der Tod des Dissidenten und Schriftstellers Norbert Conrad Kaser bewog Langer im August 1978 zu einer Rückkehr nach Südtirol und der Fortsetzung seines politischen Engagements in der Provinz. Im November 1978 wurde Langer als Vertreter der Neuen Linken/Nuova Sinistra (NL/NS), 1983 mit Andreina Ardizzone Emeri für die von ihm gegründete Alternative Liste für das andere Südtirol (ALFAS) und 1988 mit Arnold Tribus für die Grün-Alternative Liste in den Landtag und damit gleichzeitig den Regionalrat Trentino-Südtirol gewählt. Im Juli 1982 reiste Langer mit einer Delegation aus verschiedenen Ländern (darunter auch Otto Schily, Gertrud Schilling, Roland Vogt, Adriano Sofri) auf Einladung des Diktators Muammar al-Gaddafi nach Libyen.
Mitte der 1980er Jahre war Langer am Aufbau der Partei der italienischen Grünen maßgeblich beteiligt, als deren Vertreter er 1989 und 1994 in das Europaparlament gewählt wurde. Als Europaparlamentarier engagierte sich Langer vor allem für eine Befriedung des Bürgerkriegs im ehemaligen Jugoslawien.
Alexander Langer setzte sich zeit seines Lebens für den gesellschaftlichen Austausch und eine intensivere Verständigung zwischen den zeitweise stark polarisierten Volksgruppen in Südtirol ein. Neben seinem Engagement als Politiker war Langer diesbezüglich vor allem publizistisch tätig. Bereits in seiner Gymnasialzeit beteiligte er sich an der Veröffentlichung der Zeitschrift die bruecke, in der erstmals italienische und deutsche Abhandlungen und Dossiers vermischt veröffentlicht wurden. Wesentliches Ziel dieser und anderer Publikationen, wie der Südtiroler Volkszeitung oder von Tandem, war das Durchbrechen des Medienmonopols der regionalen Tageszeitung Dolomiten der Athesia-Verlagsgruppe, welche den öffentlichen Diskurs in Südtirol bis dahin maßgeblich bestimmte. In diesem Kontext sprach Langer von der „Wichtigkeit der Vermittler, Brückenbauer, Mauerspringer, Grenzgänger“ und formulierte provokativ, Südtirol benötige die „Verräter der ethnischen Geschlossenheit, doch keine Überlaufer.“
1995 beabsichtigte Langer als Kopf einer interethnischen Bürgerliste für das Amt des Bürgermeisters der Stadt Bozen zu kandidieren; seine Kandidatur scheiterte im Vorfeld allerdings an einer juridischen Formalität. Langer hatte sich anlässlich der Volkszählung 1991 geweigert, seine Zugehörigkeit zu einer der drei Sprachgruppen Südtirols zu erklären. Eine nachträglich eingereichte, sogenannte Ad-hoc-Sprachgruppenerklärung, die eine Kandidatur hätte ermöglichen sollen, wurde von der zuständigen Wahlbehörde abgelehnt. Bereits 1981 hatte Langer sich aus Protest gegen die namentliche Sprachgruppenzugehörigkeitserklärung offensichtlich falsch als Ladiner erklärt. Nach seinem Landtagseinzug 1983 als einer von zwei ladinischen Vertretern erwirkte er dadurch unwillentlich einen Posten für die ladinische Sprachgruppe in der Landesregierung, der allerdings mit Hugo Valentin, dem ladinischen SVP-Mandatar, besetzt wurde.
Am 3. Juli 1995 nahm sich Alexander Langer nahe seiner Wahlheimat Florenz unerwartet das Leben.

## Rezeption

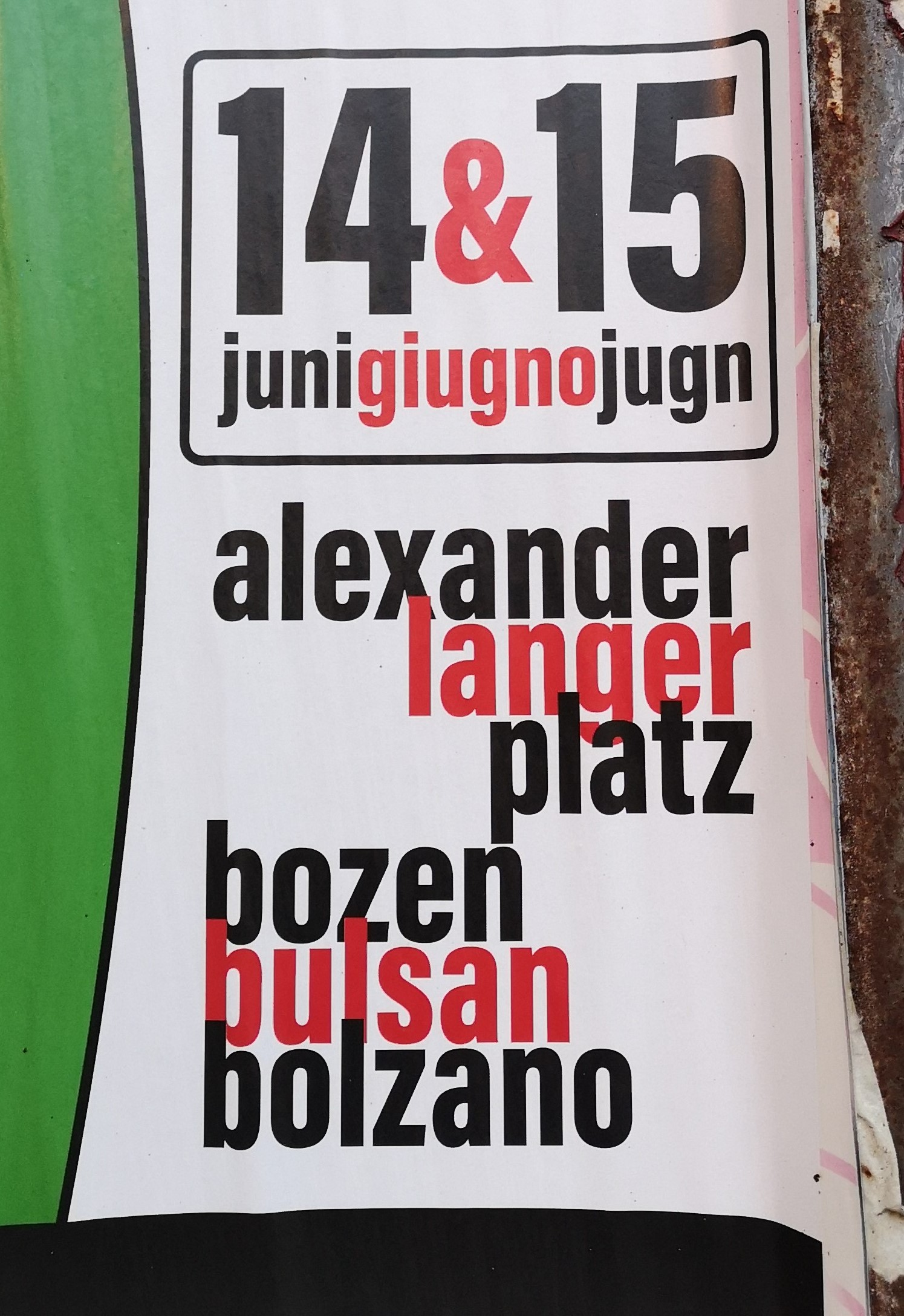
Der informell nach Langer benannte Platz auf den Bozner Talferwiesen

Alexander Langners politisches und publizistisches Erbe wurde in zahlreichen Buchpublikationen und Filmdokumentationen in mehreren Sprachen aufbereitet (siehe Literaturliste). 2003 widmeten ihm der italienische Komponist Giovanni Verrando und der Regisseur Yoshi Oida die Oper Alex Brücke Langer, welche im Stadttheater Bozen uraufgeführt wurde. 2010 veröffentlichte der italienische Singer-Songwriter Massimo Priviero den Titel Splenda il sole, in welchem er sich auf Alexander Langer bezieht.
Mit dem seit 1997 jährlich von der Alexander Langer Stiftung in Bozen vergebenen Internationalen Alexander Langer Preis wurde die Erinnerung an Leben und Werk Langers erstmals institutionalisiert. In den darauffolgenden Jahren wurden mehrere öffentliche Plätze, Brücken oder Radwege in Südtirol und Italien nach Alexander Langer benannt, u. a. in Langers Heimatgemeinde Sterzing, in Monte Urano (Provinz Fermo), in Città di Castello (Provinz Perugia), in Rovigo und in Rovereto (Trentino). Die Gemeinde Brentonico (Trentino) benannte bereits 1996 ihre Gemeindebibliothek nach Alexander Langer. Die italienischen Naturfreunde unterhalten in Saviore dell’Adamello eine nach Alexander Langer benannte Schutzhütte. In der Stadtgemeinde Bozen, einer langjährigen Wirkungsstätte Langers, wurde 2012 ein zu errichtendes Grundschulgebäude im Stadtteil Firmian nach ihm benannt. Langers sprachgruppenverbindendem Engagement entsprechend werden darin seit Eröffnung des Gebäudes im September 2014 deutsch- und italienischsprachige Schulklassen gemeinsam untergebracht.
Im Mai 2021 wurde eine Fahrradbrücke in Bozen, die den  Eisack überquert, als Alexander-Langer-Brücke offiziell Langers Andenken gewidmet und mit einer Gedenktafel versehen. Auch ein Freiraum der Talferwiesen nahe dem Talfergries, auf dem häufig alternative Veranstaltungen abgehalten werden, wird seit Jahren als Alexander-Langer-Platz bezeichnet und auch so plakatiert, obwohl der Name von der kommunalen Verwaltung niemals offiziell bestätigt wurde.
Auf parteipolitischer Ebene stiftete die Persönlichkeit und das Wirken Langers auch Jahre nach seinem Tod speziell für die Südtiroler Grünen eine wichtige Integrationsfunktion, obwohl sich der thematische Schwerpunkt der Partei seit dem Ableben Langers zunehmend von der Sprachgruppenthematik weg in Richtung Umweltschutz verschoben hat.

## Veröffentlichungen (Auswahl)
- Aufsätze zu Südtirol. 1978–1995. Alpha&Beta, Meran 1996 (hrsg. von Siegfried Baur und Riccardo Dello Sbarba).
- Die Mehrheit der Minderheiten. Warum wird unsere Welt von ethnischem Sauberkeitswahn und vom grundlosen Vertrauen in Mehrheiten beherrscht?. Verlag Klaus Wagenbach, Berlin 1996 (hrsg. von Peter Kammerer).
- Fare la pace. Scritti su 'azione non-violenta'. 1984–1995. Cierre, Sommacampagna/Verona 2005 (hrsg. von Mao Valpiana)
- Vie di pace / Frieden schließen. Rapporto dall’Europa. Nuovi movimenti e vecchi conflitti: tra autodeterminazione e cooperazione, federalismo e nazionalismo, convivenza e razzismo. Edizione Arcobaleno, Milano 1992.

Übersetzung
- Scuola di Barbiana / Lorenzo Milani: Die Schülerschule. Briefe an eine Lehrerin / Scuola di Barbiana. Lettera a una professoressa, Wagenbach, Berlin 1973 (gemeinsam mit Marianne André, mit einem Vorwort von Peter Bichsel).

## Filme
- Christoph Franceschini, Helmut Lechthaler: ‚... macht weiter was gut war‘ – Alexander Langer. 1946–1995, Audiovision OHG im Auftrag des RAI-Sender Bozen, Terlan/Bozen 1997.
- Francesca Nesler, Nicoletta Arena: Alexander Langer. Impronte di un viaggiatore, RAI-Sender Bozen 2000.
- Dietmar Höss: Uno di noi: Alexander Langer. Idealismo e politica. impegno per un mondo migliore, Blue Star Film/CAB Centro Audiovisivi Bolzano, Bozen 2007.
- Cristina Fratelloni: Alexander Langer. L'utopia concreta (Sendereihe: La Storia siamo noi), RAI, Rom 2013. Online-Video